# Sigillina psammophorus
Sigillina psammophorus är en sjöpungsart som först beskrevs av Hartmeyer 1912.  Sigillina psammophorus ingår i släktet Sigillina och familjen Holozoidae. Inga underarter finns listade i Catalogue of Life.